# Partit d'Esquerra (França)
El Partit d'Esquerra (en francès, Parti de Gauche, PG) és un partit polític francès nascut l'any 2008 d'una escissió de la branca més a l'esquerra del Partit Socialista francès. Més tard s'hi van unir dissidents del partit de Els Verds i d'altres persones de diferents partits d'esquerres o que anteriorment no havien militat a cap partit polític.
L'any 2009, de cara a les eleccions al Parlament Europeu, van aliar-se amb el Partit Comunista Francès (PCF) i amb Mouvement pour une Alternative Républicaine et Sociale (MARS) per a formar el partit Front d'Esquerres (Front de Gauche, FG). El cap del partit és el Jean-Luc Mélenchon i la portaveu és la Martine Billard. a les eleccions legislatives franceses de 2024 el partit es va incorporar a la coalició Nou Front Popular formada pels principals partits polítics d'esquerra de França: Les Écologistes, França Insubmisa, el Partit Comunista Francès i el Partit Socialista i les formacions Place publique, Génération·s, Gauche républicaine et socialiste, Nou Partit Anticapitalista i Gauche écosocialiste, que van acordar la distribució del nombre de candidats i un programa polític comú.

## Resultats electorals

### Eleccions presidencials
| Any  | Candidat                          | 1a volta  | 1a volta | 1a volta | 2a volta | 2a volta | 2a volta | Resultat |
| Any  | Candidat                          | Vots      | %        | Pos.     | Vots     | %        | Pos.     | Resultat |
| ---- | --------------------------------- | --------- | -------- | -------- | -------- | -------- | -------- | -------- |
| 2012 | Jean-Luc Mélenchon                | 3 984 822 | 11,10    | 4t       | N/D      | N/D      | N/D      | Derrota  |
| 2017 | Suport a Jean-Luc Mélenchon (LFI) | 7 059 951 | 19,58    | 4t       | N/D      | N/D      | N/D      | Derrota  |
| 2022 | Suport a Jean-Luc Mélenchon (LFI) | 7 712 520 | 21,95    | 3r       | N/D      | N/D      | N/D      | Derrota  |

### Eleccions legislatives
| Any  | 1a volta                    | 1a volta                    | 2a volta                    | 2a volta                    | Escons   | +/− | Govern   |
| Any  | Vots                        | %                           | Vots                        | %                           | Escons   | +/− | Govern   |
| ---- | --------------------------- | --------------------------- | --------------------------- | --------------------------- | -------- | --- | -------- |
| 2012 | Dins del Front d'Esquerra   | Dins del Front d'Esquerra   | Dins del Front d'Esquerra   | Dins del Front d'Esquerra   | 1 / 577  | Nou | Oposició |
| 2017 | Dins de La França Insubmisa | Dins de La França Insubmisa | Dins de La França Insubmisa | Dins de La França Insubmisa | 8 / 577  | 7   | Oposició |
| 2022 | Dins de NUPES (LFI)         | Dins de NUPES (LFI)         | Dins de NUPES (LFI)         | Dins de NUPES (LFI)         | 22 / 577 | 14  | Oposició |
| 2024 | Dins del NFP (LFI)          | Dins del NFP (LFI)          | Dins del NFP (LFI)          | Dins del NFP (LFI)          | 20 / 577 | 2   | Oposició |

### Parlament Europeu
| Any  | Vots                         | %                            | Pos. | Escons | +/− | Grup       |
| ---- | ---------------------------- | ---------------------------- | ---- | ------ | --- | ---------- |
| 2009 | Dins del Front d'Esquerra-AO | Dins del Front d'Esquerra-AO | 5è   | 1 / 72 | Nou | GUE/NGL    |
| 2014 | Dins del Front d'Esquerra-AO | Dins del Front d'Esquerra-AO | 6è   | 1 / 74 | =   | GUE/NGL    |
| 2019 | Dins de La França Insubmisa  | Dins de La França Insubmisa  | 5è   | 2 / 79 | 1   | GUE/NGL    |
| 2024 | Dins de La França Insubmisa  | Dins de La França Insubmisa  | 4t   | 1 / 81 | 1   | L'Esquerra |